# Arhopalus tobirensis
Arhopalus tobirensis là một loài bọ cánh cứng trong họ Cerambycidae.